# Escuela de la Concordia
La Escuela de la Concordia, también conocida como Sociedad Patriótica de Amigos del País, fue un organismo cultural y no-estatal de asociación de ciudadanos de la Real Audiencia de Quito, que promovía el pensamiento ilustrado y el nacionalismo (oculto) mediante el debate de los problemas que afrontaba el territorio de la actual República del Ecuador en aquel entonces. Su sede principal estaba en la ciudad de Quito, pero contaba además con núcleos importantes en Bogotá, Guayaquil, Riobamba e Ibarra.

## Historia
La Escuela se creó inspirada en el documento conocido como «Discurso dirigido a la muy ilustre y muy leal ciudad de Quito, representada por su ilustrísimo Cabildo, Justicia y Regimiento, y a todos los señores socios provistos a la erección de una Sociedad Patriótica, sobre la necesidad de establecerla, luego, con el título de “Escuela de la Concordia”», que fue publicado en Bogotá en el año 1789 por el Dr. Eugenio de Santa Cruz y Espejo, durante su estadía en la capital virreinal.
El 30 de noviembre de 1791, reunidos en el Salón de Eventos de la Universidad de San Gregorio Magno de la ciudad de Quito (actual Centro Cultural Metropolitano), con la presencia de 23 criollos y un mestizo se dio por inaugurada la Sociedad Patriótica de Amigos del País, que en adelante sería más conocida como Escuela de la Concordia. El propósito citado en su acta de instalación era el de atender temas relacionados con la educación, las ciencias, las artes, la agricultura, el comercio, la economía y la política; las reuniones se preveían con una frecuencia de una vez a la semana.
Al instalarse la Escuela, se escogió como su Presidente a Miguel de Jijón y León, I Conde de Casa Jijón; como Director a Juan José Guerrero y Matheu, V Conde de Selva Florida; y como secretario al Dr. Eugenio de Santa Cruz y Espejo. Además, entre sus miembros fundadores figuraban notables jurisconsultos como Francisco Javier Salazar, el entendido teólogo fray Francisco de la Graña, los literatos Sancho de Escobar, Ramón Yépez, Juan José Boniche y Juan Larrea; fuera de muchas otras personalidades distinguidas de la capital de la Audiencia.

### Primicias de la Cultura de Quito
La Escuela de la Concordia editó el periódico "Primicias de la Cultura de Quito" desde el año 1792, que bajo la dirección de Eugenio Espejo fue el primero que circuló en la antigua Presidencia de Quito, y por medio del cual se dio a conocer importantes problemas sociales y culturales de la colonia. Primicias buscaba ante todo el mejoramiento de Quito en lo intelectual y la reactivación de su espíritu adormilado y resignado a lo peor.

### Disolución
La Escuela de la Concordia tuvo corta vida, entre otras cosas, el historiador Federico González Suárez afirma que una de las causas de su extinción fue la muerte de Espejo; más, Hernán Rodríguez Castelo señala que, un año antes de esa muerte, la Sociedad ya se había disuelto. Según Rodríguez Castelo, esta terminó porque en lugar de la esperada aprobación real, llegó una terminante desautorización en la Cédula Real del 11 de noviembre de 1793:

Desaprobando hubieseis puesto en ejecución el establecimiento de la referida Sociedad amigos del país, sin que hubiese precedido mi Real aprobación con arreglo a las leyes que prohíben toda junta sin esta circunstancia, he resuelto que como os mando se suspenda su ejercicio hasta mi Real determinación.

Mucho antes de aquello, el jueves 29 de marzo de 1792, había aparecido el último número de "Primicias de la Cultura de Quito", que era su mayor, y acaso única señal de vida. Estos datos nos arrojan un final de la Sociedad entre los años 1794 y 1796.

## Miembros
Entre sus miembros más notables, tanto fundadores como aquellos que se fueron sumando con el tiempo, estaban:
| Nombre                              | Profesión o título              | Ciudad    |
| ----------------------------------- | ------------------------------- | --------- |
| Eugenio Espejo                      | Médico y abogado                | Quito     |
| Miguel de Jijón y León              | I Conde de Casa Jijón           | Quito     |
| Juan José Guerrero y Matheu         | VI Conde de Selva Florida       | Quito     |
| José de Cuero y Caicedo             | Obispo de Quito                 | Quito     |
| Juan Pío de Montúfar                | II Marqués de Selva Alegre      | Quito     |
| Juan Pablo Arenas                   | Abogado                         | Quito     |
| Jacinto Sánchez de Orellana         | II Marqués de Villa de Orellana | Quito     |
| José Antonio Pérez Calama           | Obispo de Quito                 | Quito     |
| Javier de Ascázubi y Matheu         | Abogado                         | Quito     |
| Francisco Luis Héctor de Carondelet | Barón de Carondelet             | Quito     |
| Francisco Antonio Zea               | Abogado                         | Bogotá    |
| Antonio Nariño                      | Militar                         | Bogotá    |
| Magdalena Dávalos y Maldonado       | Artista y hacendada             | Riobamba  |
| Manuel de Larrea y Jijón            | I Marqués de San José           | Ibarra    |
| Pedro de Montúfar                   | Militar                         | Ibarra    |
| Jacinto de Bejarano                 | Militar                         | Guayaquil |

## Legado
Aunque la Escuela de la Concordia se disolvió por la inconstancia de los quiteños y la oposición española, las semillas sembradas fructificaron con los criollos del 10 de agosto de 1809, los mártires del Dos de agosto de 1810 y la conformación del Estado de Quito entre 1811 y 1812. Al menos, durante estos capítulos, el poder político pasó de manos españolas a manos criollas; aunque las reformas sociales y económicas propuestas por Espejo solo habrían de cuajar parcialmente en la segunda mitad del siglo XX.